# Tigrahauda tiarata
Tigrahauda tiarata är en insektsart som beskrevs av Oshanin 1908. Tigrahauda tiarata ingår i släktet Tigrahauda och familjen Dictyopharidae. Inga underarter finns listade i Catalogue of Life.